# Pagaran Lambung IV
Pagaran Lambung IV is een bestuurslaag in het regentschap Tapanuli Utara van de provincie Noord-Sumatra, Indonesië. Pagaran Lambung IV telt 856 inwoners (volkstelling 2010).